# Dominique Forlini
Dominique Forlini, född den 14 september 1924 i Paris tolfte arrondissement, död den 17 oktober 2014 i Sèvres, var en fransk tävlingscyklist som inledningsvis hade viss framgång på landsväg, där han vann Paris–Valenciennes 1950 och två etapper i Tour de France 1954. Efter detta hade han bäst resultat på bana där han blev europamästare i madison i par med Georges Senfftleben 1955 och vann fyra sexdagarslopp.

## Meriter
| 1949 10:a totalt i Tour de l'Ouest 1950 Vinnare av Paris–Valenciennes 4:a totalt i Circuit des Six Provinces Vinnare av etapp 4 1951 10:a i Paris–Tours 1954 Vinnare av etapperna 6 och 15 i Tour de France 1958 9:a i Critérium National de la Route | 1954/1955 Europamästare i madison (med Georges Senfftleben) Vinnare av Bryssels sexdagars (med Georges Senfftleben) Vinnare av Berlins sexdagars (oktober) med Émile Carrara 1955/1956 Vinnare av Frankfurts sexdagars (med Georges Senfftleben) Vinnare av Köpenhamns sexdagars (med Georges Senfftleben) 1957/1958 3:a i madison vid Europamästerskapen (med Pierre Brun) |